# Чорнухи
Чорну́хи — селище в Україні, центр Чорнухинської селищної громади, колишній центр Чорнухинського району Полтавської області. Козацьке містечко найбільше відоме як батьківщина українського філософа Григорія Сковороди. У Чорнухах знаходиться літературний музей з меморіальною садибою батьків Григорія Сковороди. У селищі встановлено пам'ятник мандрівному філософу.
Чорнухи — до 2018 центр селищної ради, якій було підпорядковане село Богданівка. Територія населеного пункту займає площу 690 га. Загальна кількість населення Чорнух, згідно з переписом населення, на 1 січня 2002 року становила 3 138 мешканців.
Із 17 липня 2020 року входить у склад Лубенського району.

## Назва
Щодо походження топоніму «Чорнухи», крім декількох народних легенд, в тому числі і тієї, що апелює до козака-першопоселенця на ім'я Чорнуха, висуваються 3 версії:
1. співвідносить назву селища із уживаною в києво-руські часи назвою племені торків «чорні» за їх більшу смаглявість (існували вживані звороти «пішли до чорних», «пішли до чорнух»), які (точніше їх частина) у цих місцинах несли кінну військову службу на боці Київського князя. Начебто, так могла скластися назва фортечного містечка, а потім вже й всього поселення — Чорнухи. На підтвердження цієї теорії, зокрема, висловлюється чорнухинець-історик Л. В. Падалка, який зазначає, що Чорнухи заснували племена туземного походження, від них і пішла назва поселення, також про те, що кочівники торки переходили до осілого способу життя і служили у київських князів, несучи варту на кордонах, писав і російський історик В. Й. Ключевський;
2. історик О. М. Лазаревський згадує у своїх працях, що в литовсько-руські часи жили бояри Чорнухи, які мали свої володіння на Лівобережжі, і, вочевидь, на землях нинішніх Чорнух, від чого і могла піти назва поселення;
3. ще одна версія полягає в тому, що за доби Київської Русі землі належали київському князеві, боярам, воєначальникам, дружинникам, і зокрема, землі Чорнух належали са́ме київському князеві, які в той час називалися чорними, а селяни чорносошними. Отже, можливо, від «чорних земель» і походить назва Чорнух[3].

## Географічне розташування
Селище міського типу Чорнухи знаходиться на лівому березі річки Многа, вище за течією примикає село Харсіки, нижче за течією на відстані 6 км розташоване село Пізники, на протилежному березі — села Кізлівка та Ковалі.
Через селище проходить автомобільна дорога Т 1714, за 2 км від селища проходить автотраса Р60, і автомобільна дорога О1723326. Найближча залізнична станція — Пирятин знаходиться за 38 км, у Чорнухах функціонує автостанція. Відстань до обласного центру міста Полтави — 180 км, до Києва — 190 км.

## Історія

### Від перших згадок до козаччини
Дата заснування Чорнух невідома. Перша згадка про цю місцевість датується 1261 роком. Є припущення, що Чорнухи, як фортеця для захисту від печенігів та половців, були засновані ще за часів Київської Русі, але наприкінці ХІІІ століття були зруйновані монголо-татарами.
Наступна згадка про населений пункт зустрічається уже в 1641 році. В інвентарній книзі 1647 року Чорнухи значились серед володінь князя Вишневецького на Полтавщині.
З початком національно-визвольної війни українського народу під проводом Богдана Хмельницького (1648) чорнухинці сформували дві козацькі сотні, які ввійшли до складу Кропивненського полку (полковник Філон Джалалій). В складі Кропивенського полку чорнухинці залишалися до розгрому Вишневеччини — володінь Яреми Вишневецького з центром у місті Лубнах.
Після створення Лубенського полку Чорнухинські сотні, а також Городищенська і Куріньківська були переведені до нього і залишались там аж до ліквідації полкового устрію на Лівобережній Україні.
Під час московсько-козацької війни (1658—59) російські війська боярина Григорія Ромодановського у червні 1658 року спалили Чорнухи за підтримку гетьмана Івана Виговського, а більшість людей містечка винищили (також ними були спалені і сусідні міста Лубни, Пирятин та інші).
У 1665 році містечко знову було спалене, але відродилось і залишалось вільним до середини XVIII століття, коли багато навколишніх земель було роздаровано царським урядом.

### Чорнухи у XVIII— на початку ХХ століть
Під час Північної війни (1700—21) чорнухинці у складі Лубенського полку воювали проти шведів у Прибалтиці. Після утворення гетьманом Іваном Мазепою військового союзу з шведським королем Карлом XII, більшість чорнухинців залишились вірними російському царю Петру І. 11 грудня 1708 року Чорнухи були взяті штурмом шведським загоном, багато чорнухинців загинуло, а частина їх згоріла разом з Воскресенською церквою, у якій вони зачинились.
У 1740-х роках царський уряд подарував землі довкола Чорнух грузинським князям Асихмановим; чимало земель захопив чорнуський сотник Семен Максимович.
У 1786 році Катерина ІІ передала Чорнухи у вічне володіння графу О. А. Безбородьку (1746—99). На той час у містечку було 3 дерев'яні церкви, шпиталь, 6 панських дерев'яних будинків, 4 млини, селітряний завод.

Старе приміщення школи

За переписом 1859 року в Чорнухах — 332 двори, 1 886 жителів, 3 церкви, сільське училище, волосне правління, сільська розправа, поштова станція, відбувалося 4 ярмарки на рік.
3 вересня 1903 року в містечку відкрилась 2-класна Чорнухинська міністерська школа з 5-річним терміном навчання, яка стала попередницею сучасної селищної школи.
Улітку 1906 року в Чорнухах відбувся страйк сільгоспробітників поміщика Немировського, який був збройно придушений.
Чорнухинці були учасниками І Світової війни, революційних подій. Під час громадянської війни жителі Чорнух були в різних політичних таборах і вели між собою запеклу збройну боротьбу. Вперше радянську владу у Чорнухах встановлено у 1918 році. У 1920 році на Чорнухинщині організувався і діяв проти більшовиків повстанський загін отамана Гонти.

### За СРСР і у незалежній Україні
У 1923 році Чорнухи стали районним центром Лубенської округи, у якому налічувалось 2 318 жителів. Станом на 1927 рік у Чорнухах — 725 дворів, 3 392 жителі.
Під час проведеного радянською владою Голодомору 1932—1933 років померло щонайменше 280 жителів селища.
Під час перепису 1939 року населення становило 2 973 жителі.
У 1928—30 роках у Чорнухах організовано 4 ТСОЗи — «Пролетарський косар», «Плугатар», «Колосок» та «Серп», на базі яких у 1930 році утворено 3 артілі (ім. Г. І. Петровського, «Нове життя», «Вільна праця»).
6 січня 1932 р. почала видаватися районна газета «Нова праця».
Багато жителів Чорнух загинуло під час ІІ Світової війни. Рівно 2 роки — у період від 17 вересня 1941 року до 17 вересня 1943 року Чорнухи перебували під німецькою окупацією. 227 жителів Чорнух були вивезені на примусові роботи до Німеччини.
На початку 1960-х років у зв'язку з укрупненням Чорнухинський район був ліквідовиний, а починаючи з 1 січня 1967 року Чорнухи знову стали райцентром.
У 1971 році населений пункт одержав статус селища міського типу. В 1984 році населення Чорнух — 2900 чол.
Під час проведення референдуму за незалежність України чорнухинці однозначно проголосували «ЗА» (90,2 %).
У 2006 році на базі колишнього кінотеатру був відкритий кіноконцертний зал, також у 2000-х роках у селищі збудували великий православний храм, натомість районний Будинок культури був знищений внаслідок пожежі.
17 липня 2020 року постановою Верховної Ради України Чорнухинський район був ліквідований, і Чорнухи увійшли до нового Лубенського району.

## Економіка: промисловість, транспорт, сфера послуг

Автостанція «Чорнухи»

В економіці Чорнух, як і району, провідне місце займає сільське господарство, зокрема вирощування і первинна переробка переважно харчових культур, а також продуктів птахівництва і тваринництва.
У Чорнухах діє ВАТ «Чорнухиптиця», декілька фермерських господарств.
Селище має автостанцію, через яку здійснюється автобусне сполучення з Полтавою, Харковом, Києвом, Лубнами, Пирятином, Лохвицею.
В Чорнухах розташовані селищне відділення поштового зв'язку, а також відділення декількох банків: Чорнухинське територіально-відокремлене безбалансове відділення Полтавської дирекції банку «Полтавабанк», Чорнухинська філія Лубенського державного Ощадного банку України № 146/053.

## Населення
Динаміку змінюваності населення Чорнух демонструє нижче наведена Таблиця:
| 1859  | 1900  | 1910  | 1923  | 1927  | 1939  | 1984  | 1990  | 2001  | 2006  | 2008  | 2017  |
| ----- | ----- | ----- | ----- | ----- | ----- | ----- | ----- | ----- | ----- | ----- | ----- |
| 1 886 | 2 255 | 2 904 | 2 318 | 3 392 | 2 973 | 2 900 | 3 396 | 3 138 | 3 002 | 2 695 | 2 534 |

За даними перепису населення 2001 року у селищі проживали 3 141 особа.
Рідною мовою назвали:
| Мова       | Кількість осіб | Відсоток |
| ---------- | -------------- | -------- |
| українська | 3060           | 97,42 %  |
| російська  | 75             | 2,39 %   |
| білоруська | 2              | 0,06 %   |
| вірменська | 2              | 0,06 %   |
| інші       | 2              | 0,06 %   |

## Медицина, освіта і культура
У Чорнухах функціонують районні центральна лікарня та поліклініка.

Літературно-меморіальний музей Сковороди

З огляду на розміри Чорнух, єдиним навчальним закладом селища є Чорнухинська загальноосвітня школа імені Г. С. Сковороди, яка, втім, має понад столітню історію і сталі традиції, а її старе приміщення є також найстарішою будівлею Чорнух (1900—03).
У селищі функціонує дитсадок «Берізка» (вул. Мележика, 10), який відвідують близько 120 дітей.
Закладами культурно-освітньої сфери в Чорнухах є кіноконцертний зал, центральна районна бібліотека для дорослих імені Г. C. Сковороди, районна бібліотека для дітей, дитяча музична школа.
Скарбницею пам'яток історії та культури Чорнухинського краю є літературно-меморіальний музей Г. С. Сковороди, утворений ще в 1972 році (на 250-ліття від дня народження мислителя), що включає до свого складу відтворену меморіальну «хату батьків Сковороди».
У селищі є футбольне поле, яке перебуває у непоганому стані (кінець 2000-х років).
Видається районна газета «Нова праця» (періодичність виходу — двічі на тиждень).
У Чорнухах встановлено рад пам'ятників і пам'ятних знаків — за СРСР: Григорію Сковороді (1972), партизанці Л. Бугорській (1989), декілька братських могил воїнів ВВв; за незалежності України — на честь воїнів-інтернаціоналістів Чорнухинщини, курган з меморіальним хрестом у пам'ять про жертв політичних репресій і голодоморів, Курган козацької слави.

## Об'єкти культурної спадщини

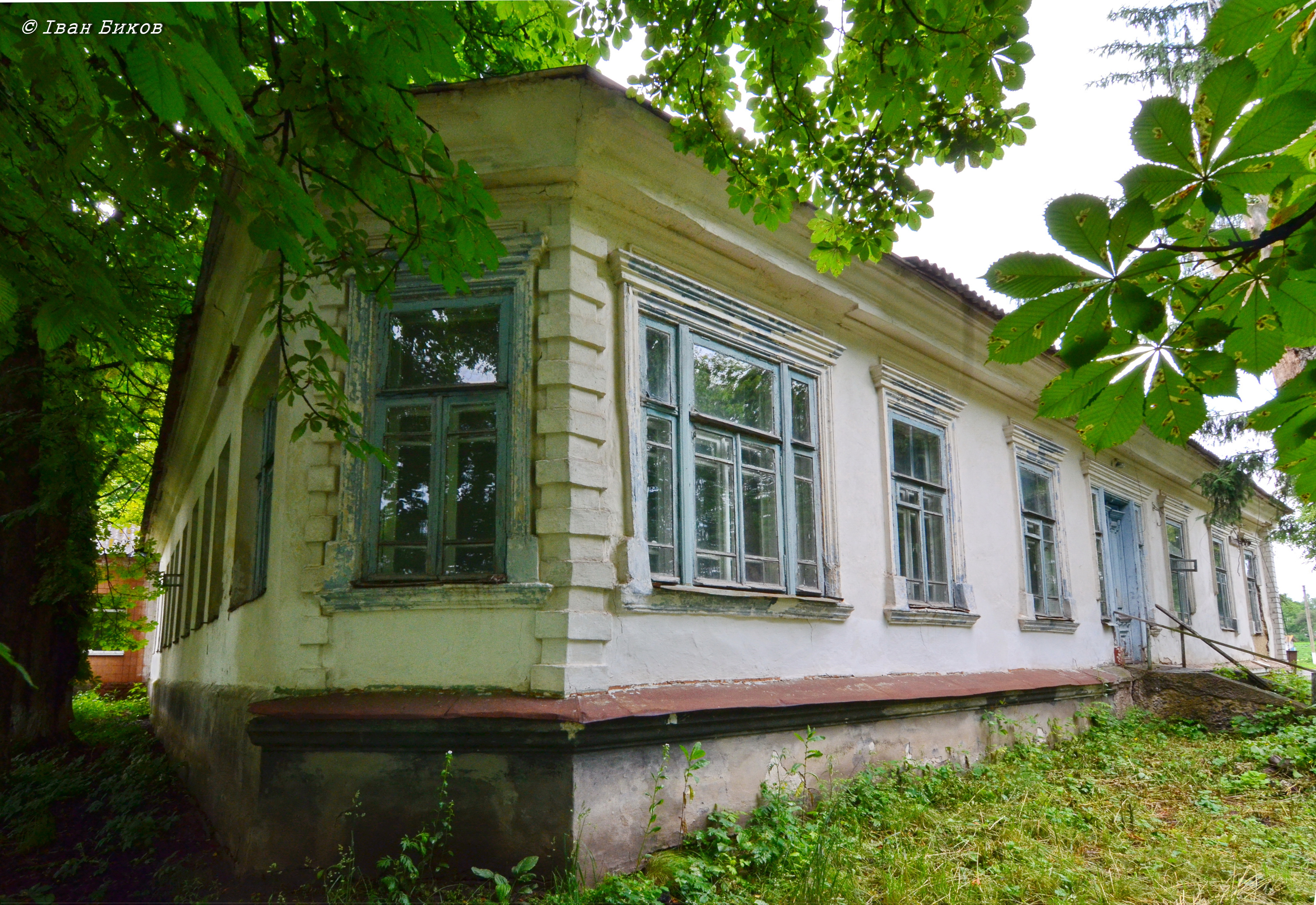
Міський садибний будинок в смт. Чорнухи. 19 ст.

В Чорнухах збереглося декілька цінних але, на жаль, маловідомих історичних будівель:
1. Земська трикомплектна школа Лохвицького земства. Збудована у 1913 році в стилі українського модерну за проектом відомого митця Опанаса Сластіона. Будівля П-подібна в плані, одноповерхова, прикрашена мереживом цегляних орнаментів, має шестикутні двері та вікна і дві високі декоративні башточки. На об'єкт вже виконана облікова документація і скоро школа стана офіційною пам'яткою архітектури.Земська трикомплектна школа у смт. Чорнухи. 1913 р.

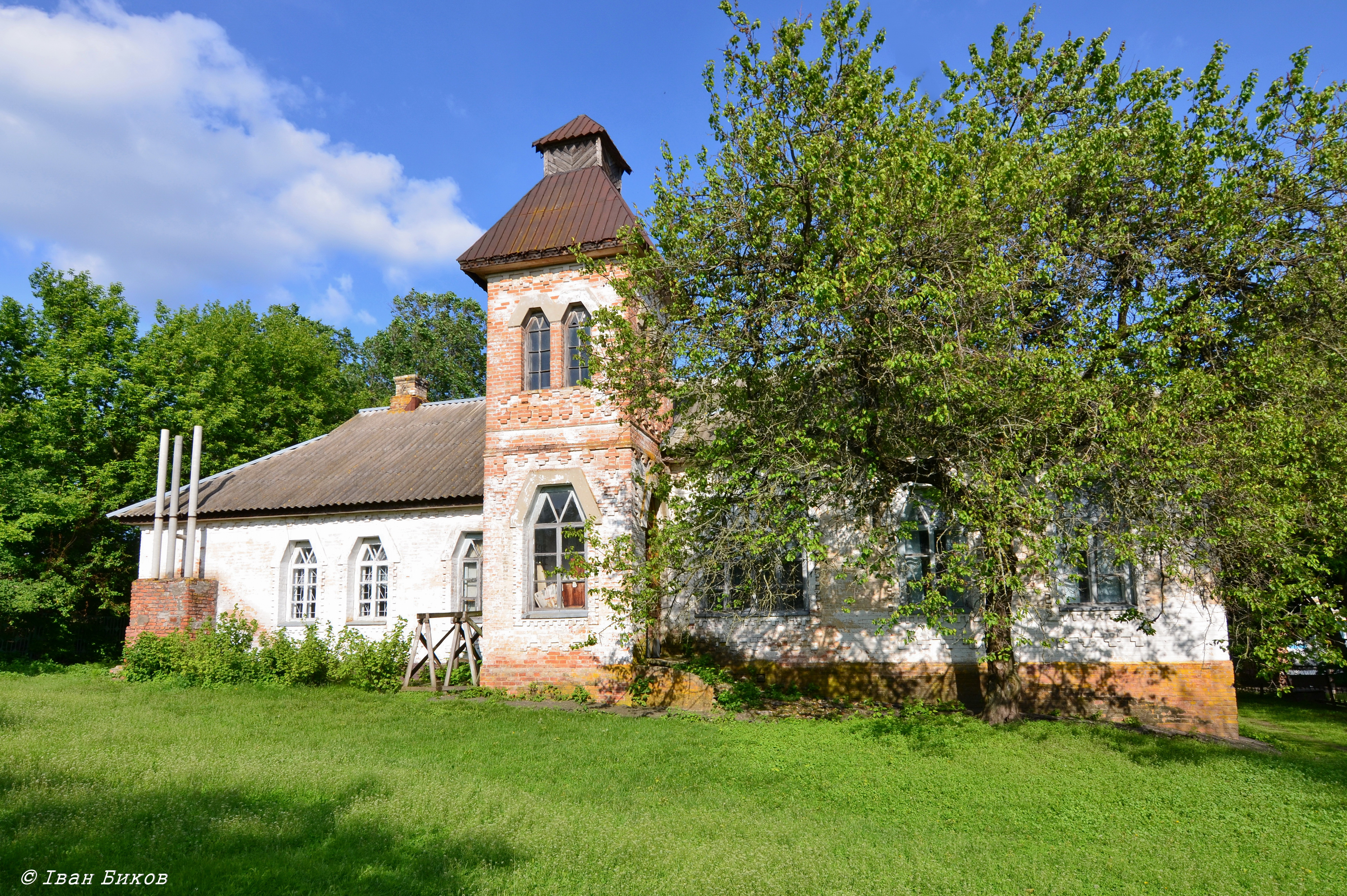
Земська трикомплектна школа у смт. Чорнухи. 1913 р.

2. Міністерська двокомплектна школа. Збудована у 1900-03 роках, двоповерхова. Прямокутна, симетрична. Вхідна група підкреслена дерев'яним фронтончиком. Цінний взірець стилю історизм. Розташована поряд з музеєм Григорія Сковороди.Міністерська двокомплектна школа у смт. Чорнухи. 1900-03 рр..

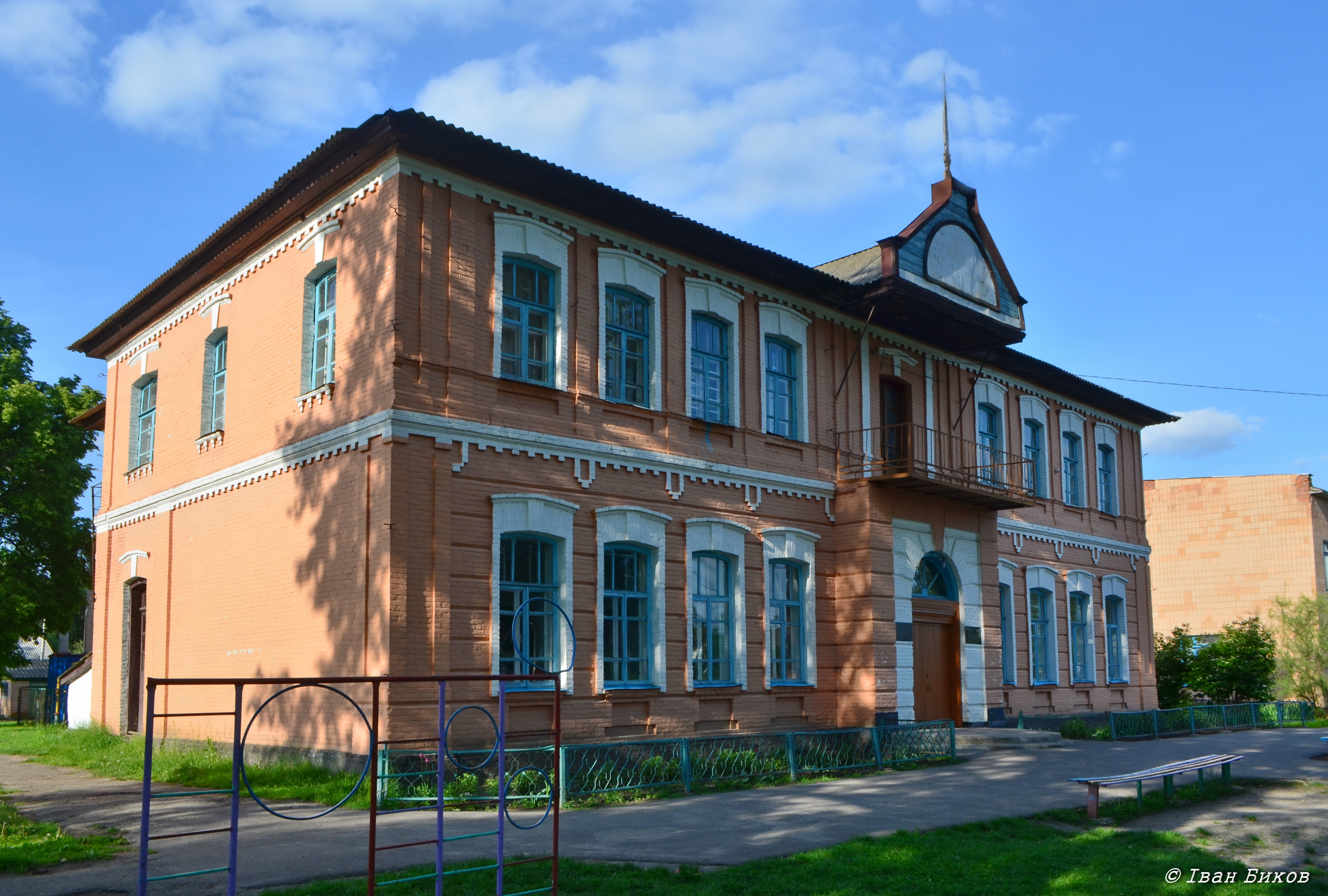
Міністерська двокомплектна школа у смт. Чорнухи. 1900-03 рр..

3. Земська лікарня. Збудована близько 1912 року за проектом Опанаса Сластіона. В будівлі лікарні була розташована і квартира лікаря. Споруда репрезентує стиль українського модерну. Вона унікальна для української архітектури початку 20 століття. Прикрашена вишуканим цегляним декором за мотивами народних орнаментів. На жаль, у 2016 році колишня лікарня пошкоджена перебудовами.Земська лікарня в смт. Чорнухи. Бл. 1912 р.

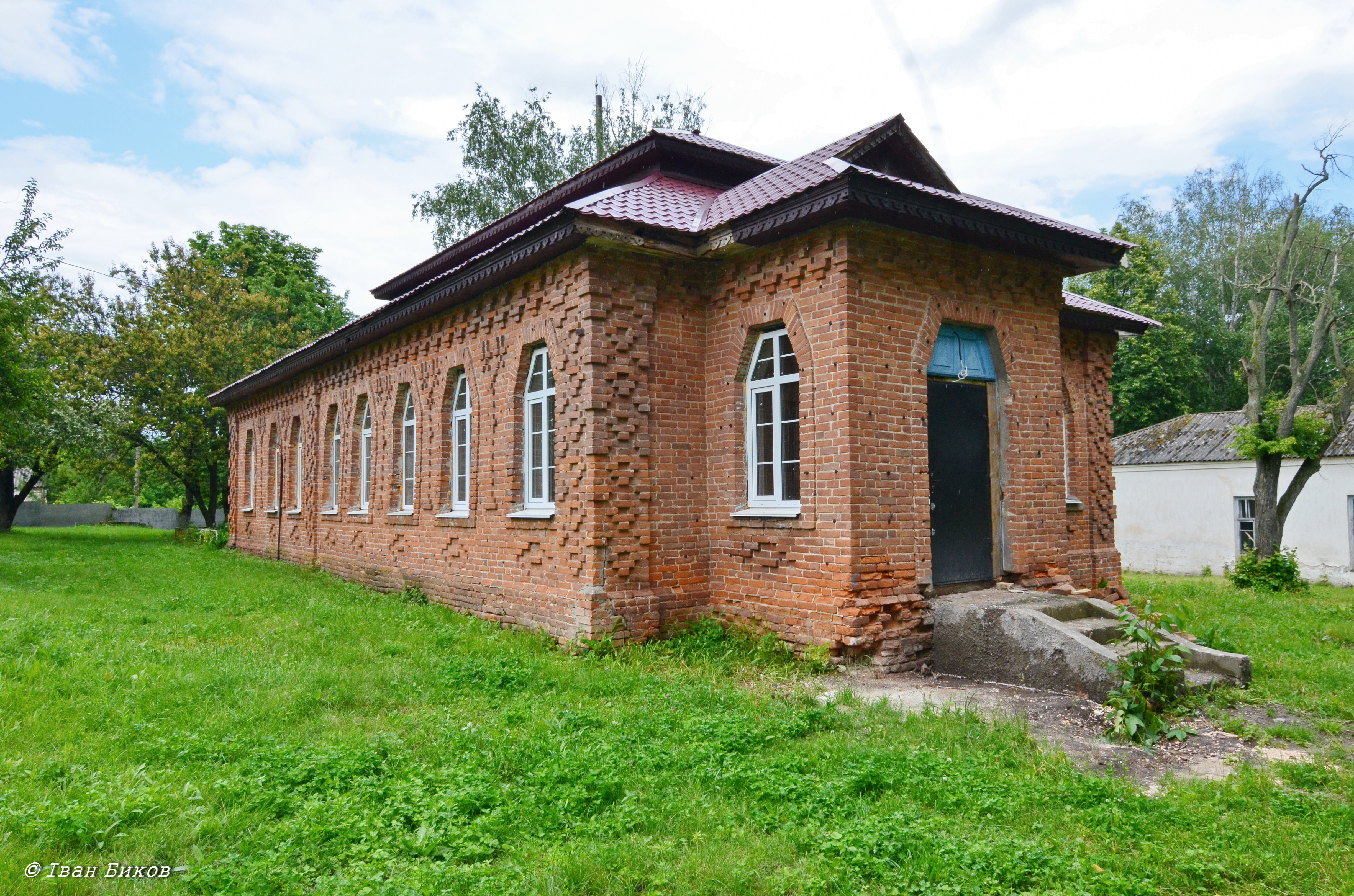
Земська лікарня в смт. Чорнухи. Бл. 1912 р.

4. Міський садибний будинок. Знаходиться на території Чорнухинської лікарні, поряд з будівлею колишньої земської лікарні. Збудований в стилі пізнього класицизму. В плані Г-подібний, одноповерховий. Наріжний кут прикрашений декоративною башточкою. Імовірно — це найстаріша збережена споруда районного центру, збудована, судячи з архітектури, у середині 19 століття.Міський садибний будинок в смт. Чорнухи. 19 ст.

## Персоналії

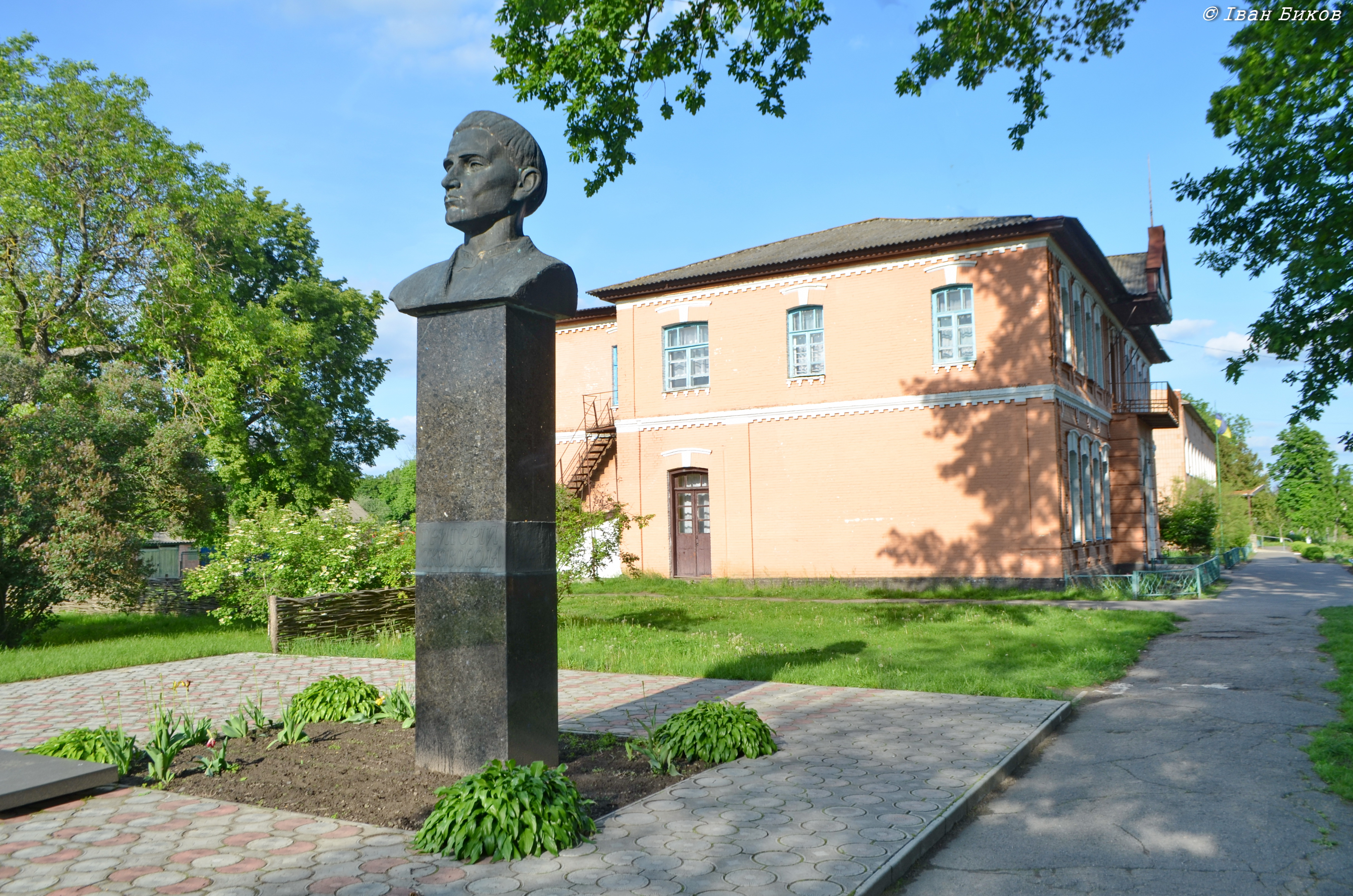
Пам'ятник Г. Сковороді

- Сковорода Григорій Савич — український філософ, просвітитель і поет.
- Амвросій (Келембет) — церковний діяч.
- Коломієць В. Г. — вчений.
- Діброва Юлія Олексіївна (* 1979) — український композитор, кінокомпозитор, музикознавець, автор ряду наукових статей.
- Коляда Григорій Іванович — літературознавець.
- Мирний Володимир Степанович — поет, член Національної спілки письменників України.
- Падалка Лев Васильович — український статистик, історик, археолог, етнограф, краєзнавець, громадський діяч.
- Теличенко Валентина Василівна — юрист, громадський діяч.
- У бою під Чорнухами 21 вересня 1941 загинув Опришко Микола Васильович.
- Покидько Інна Володимирівна — громадський діяч.
- Досенко-Журба Олександр Васильович — бандурист.

## Галерея

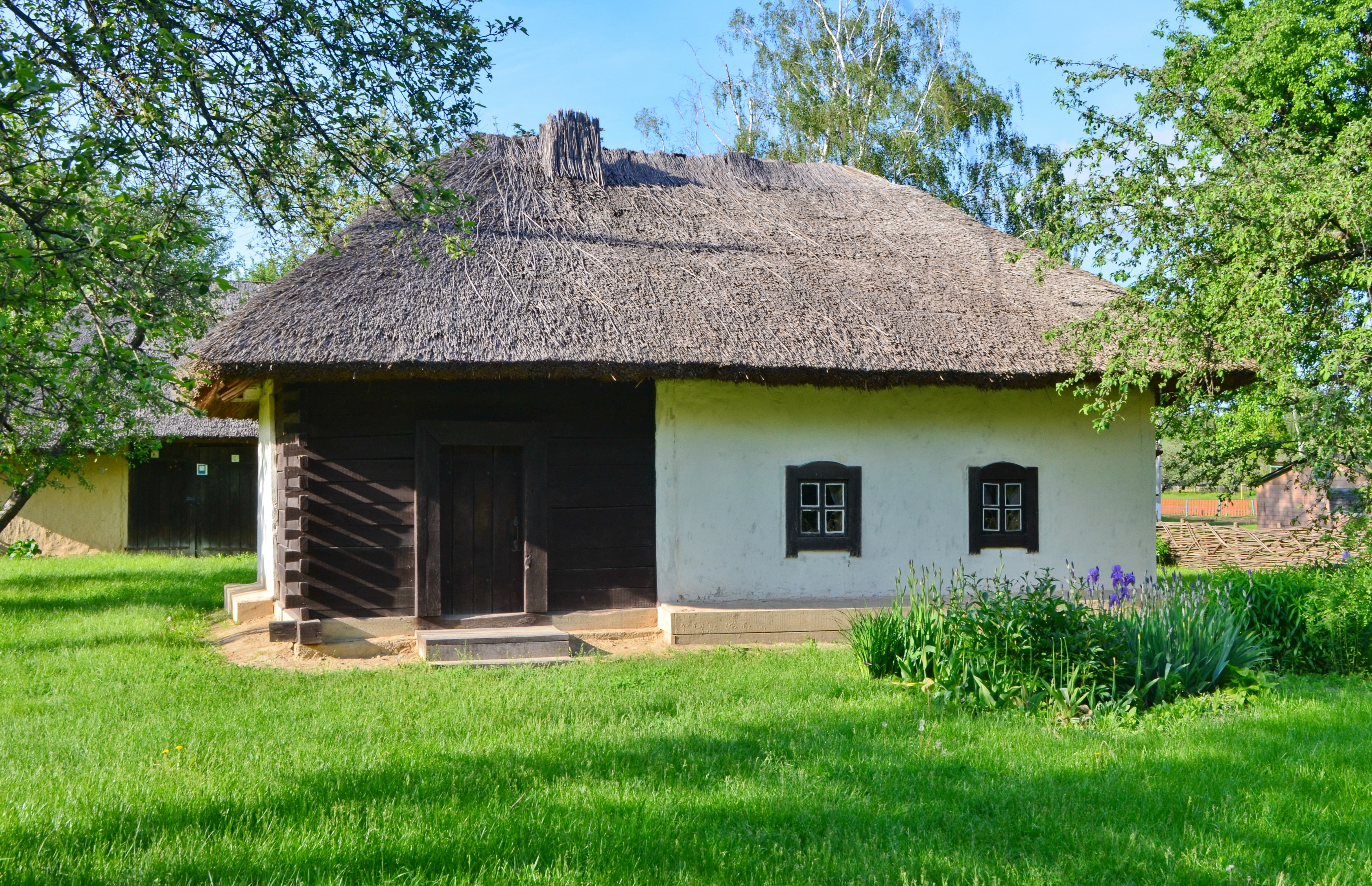
Чорнухи. Хата меморіальної садиби українського філософа Г.С.Сковороди
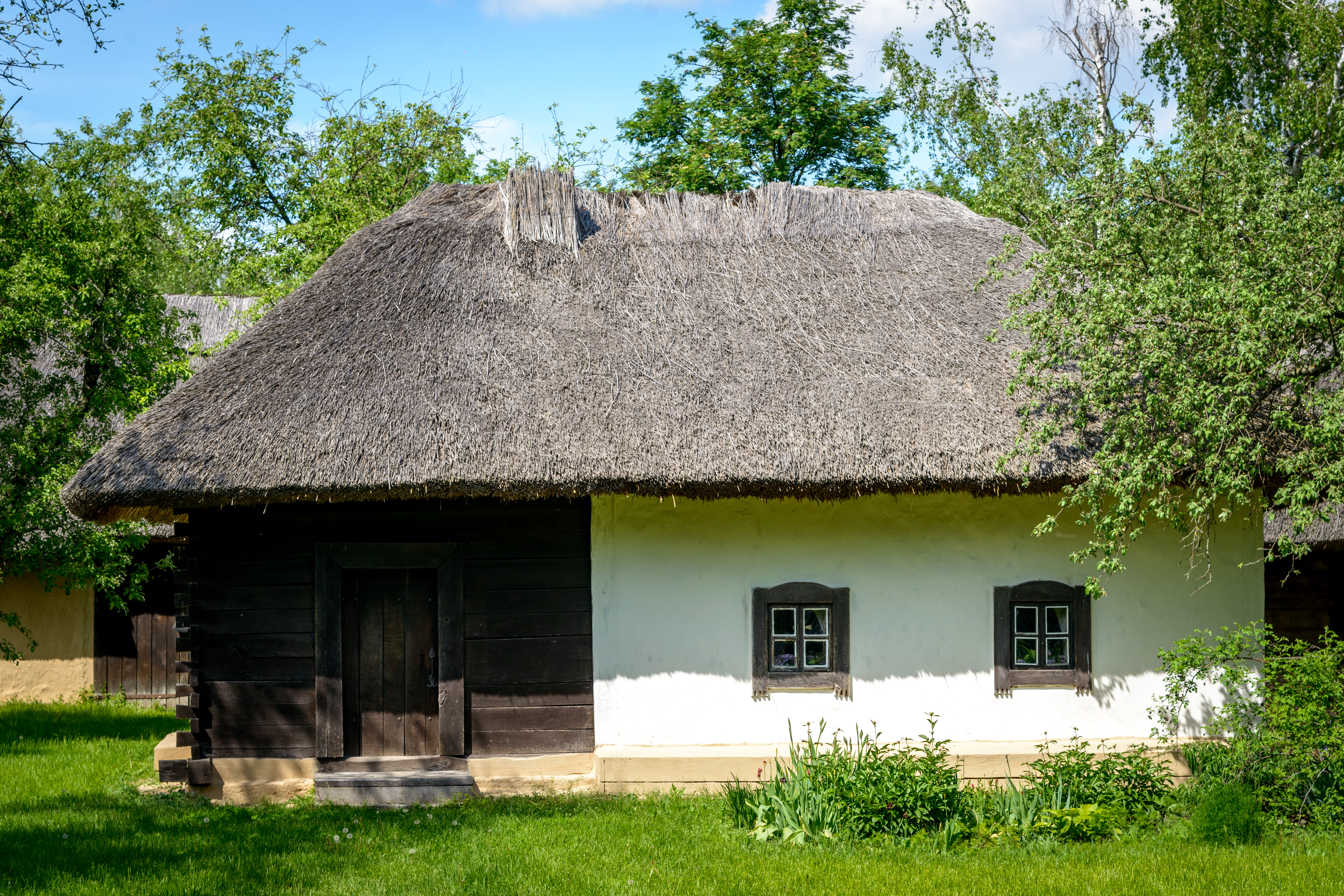
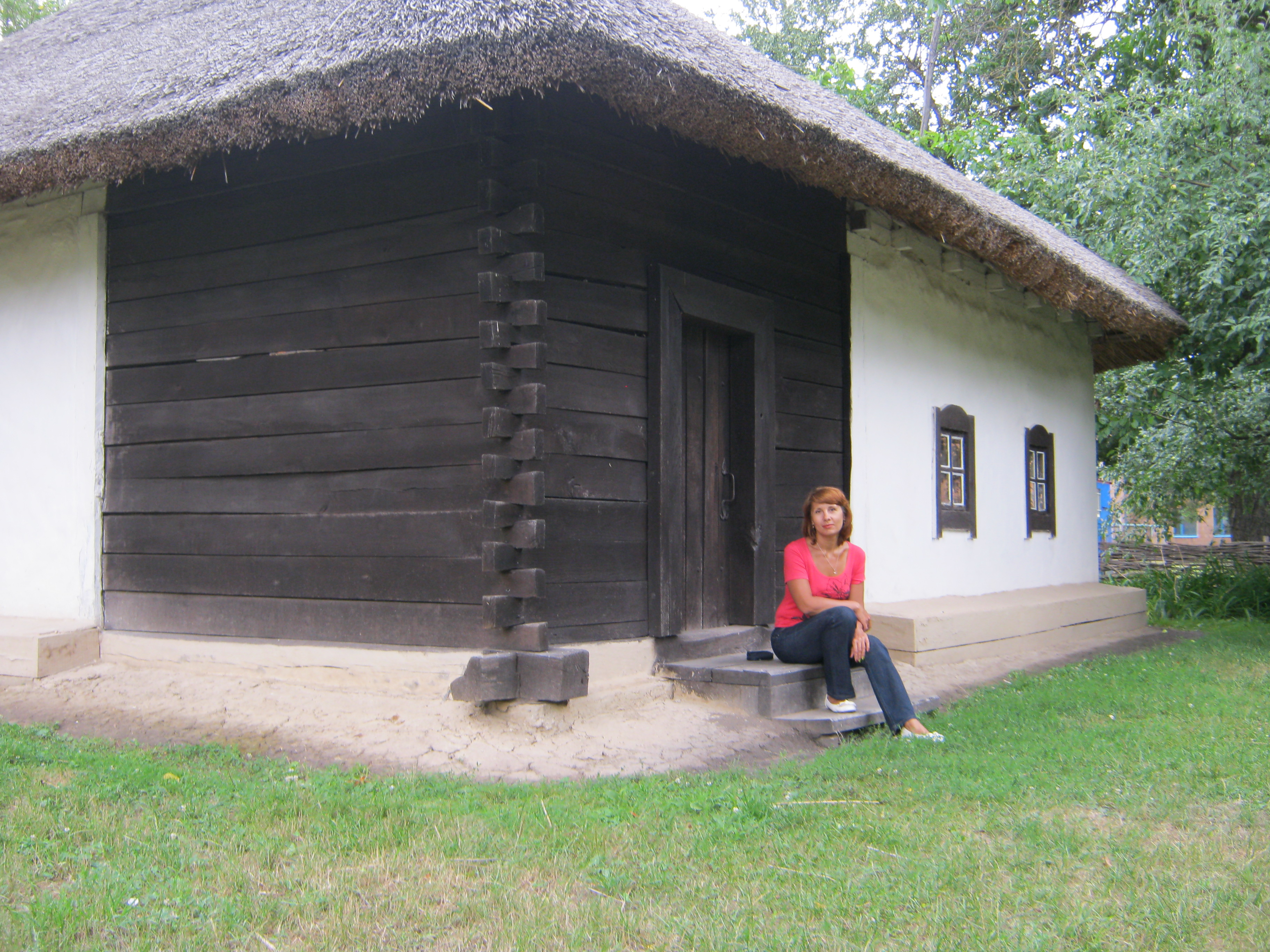

## Виноски
1. ↑  Статистичний збірник «Чисельність наявного населення України» на 1 січня 2017 року (PDF(zip))
2. ↑  Сайт Чорнухинської ОТГ. chornuhynska-gromada.gov.ua.
3. ↑  Історична довідка про заснування та версії походження назви селища Чорнухи на Офіційний сайт Чорнухинської ЗОШ ім. Г. С. Сковороди
4. ↑  Чорнухи // За ред. А. В. Кудрицького. Полтавщина : Енцикл. довід.. — К. : УЕ, 1992. — С. 1024. — ISBN 5-88500-033-6. — с. 972
5. ↑  Чорнухи — громадський сайт. Архів оригіналу за 13 лютого 2010. Процитовано 29 жовтня 2011. [Архівовано 2010-02-13 у Wayback Machine.]
6. ↑  Чорнухи. Геоінформаційна система місць «Голодомор 1932—1933 років в Україні». Український інститут національної пам'яті. Процитовано 18 червня 2020.{{cite web}}:  Обслуговування CS1: Сторінки з параметром url-status, але без параметра archive-url (посилання)
7. ↑  № 3065. Новый труд // Летопись периодических и продолжающихся изданий СССР 1986—1990. Часть 2. Газеты. М., «Книжная палата», 1994. стр.401
8. ↑  За даними селищної ради
9. ↑  Населення населених пунктів Полтавської області за даними перепису 2001 року. Архів оригіналу за 20 жовтня 2012. Процитовано 29 вересня 2013. [Архівовано 2012-10-20 у Wayback Machine.]
10. ↑  Розподіл населення за рідною мовою, Полтавська область (у % до загальної чисельності населення) - 053 ЧОРНУХИНСЬКИЙ РАЙОН, Рік , Вказали у якості рідної мову. Процитовано 20 серпня 2023.
11. ↑  Офіційний сайт школи
12. ↑  Установи та заклади соціальної сфери (Чорнухинського району) на Сайт Чорнухинської районної державної адміністрації
13. ↑  Сайт бібліотеки